# Unione Socialista Araba (Iraq)
L'Unione Socialista Araba (in arabo الاتّحاد الاشتراكى العربى‎?, al-Ittiḥād al-Ishtirākī al-ʿArabī) è stato un partito politico iracheno, fondato nel 1964 e disciolto nel 1968.

## Storia
L'Unione Socialista Araba irachena fu fondata nel 1964 dall'allora Presidente della Repubblica d'Iraq ʿAbd al-Salām ʿĀref, che s'ispirò fedelmente all'omonimo partito politico egiziano fondato da Gamāl ʿAbd al-Nāṣer.
Il Partito di ʿAbd al-Salām ʿĀref si dichiarò rappresentante locale del nazionalismo arabo e del
socialismo arabo d'ispirazione nasseriana. I quattro partiti esistenti nel paese si fusero in seno all'Unione Socialista, diventando il partito unico dell'Iraq. Nel settembre dello stesso anno, fu fondato un Comitato Esecutivo comune tra i partiti egiziano e iracheno, di cui Gamāl ʿAbd al-Nāṣer assunse la presidenza.
Nel 1968, l'Unione Socialista Araba fu disciolta in occasione della deposizione del presidente ʿAbd al-Raḥmān ʿĀref da parte di Ahmad Hasan al-Bakr e del ritorno al potere del Baʿth iracheno.